# Гросман, Александр Игнатьевич
Александр Игнатьевич Гросман (Гроссман; 29 февраля 1836, Каменец-Подольский (?) – ноябрь 1890, Кутаис (?)) — русский военный и государственный деятель, генерал-лейтенант (1889), Карсский (1881—83), Тифлисский (1883—87) и Кутаисский (1887—90) губернатор.

## Биография
Выходец из польского шляхетского рода Гросман герба Слеповрон, изначально немецкого, перебравшегося в Моравию, оттуда в Польшу; в результате Разделов оказавшегося в России. Родился в 1836 году. Не исключено, что родился в Каменце-Подольском (где проживал его отец, Игнатий Гроссман), окончил Каменец-Подольскую мужскую гимназию (как и двое его братьев — старший, Константин, и младший, Владимир) и Михайловское артиллерийское училище (ключевое профильное учебное заведение для подготовки артиллерийских офицеров на тот момент). С 1858 года служил офицером, вероятно, в артиллерии. В 1871 году был произведён в полковники. В 1874 году возглавил 21-ю артиллерийскую бригаду, входившую в состав пехотной дивизии того же номера. В 1877 году, находясь в той же должности, был произведён в генерал-майоры. 
В 1881 году стал военным губернатором Карсской области. В 1883 году возглавил Тифлисскую губернию, в 1887 году — Кутаисскую. В 1889 году был произведён в генерал-лейтенанты. Скончался в конце ноября 1890 года, находясь в должности, вероятно, в Кутаисе, и был исключён из списков умершим 1 декабря 1890 года.

## Семья
Известны два брата Александра Игнатьевича: 
- Константин Игнатьевич Гросман (1833—1894), земский врач, проживал в Самарской губернии, где служил мировым посредником (1863—64) и председателем уездной земской управы Ставрополя-на-Волге (1864—1875). В качестве военного врача принимал участие в Русско-турецкой войне 1877—78 годов.
- Владимир Игнатьевич Гросман (1850 — не ранее 1917), действительный статский советник (на 1904 год), преподавал в Технологическом институте в Санкт-Петербурге[1].

Известны также двое сыновей генерала Гроссмана: Пётр Александрович (1869—?), полковник (1917) и Павел Александрович (1872—?), капитан (на 1914), имевший двоих сыновей.